# Zubara
Zubara (arapski: الزبارة‎, Al Zubarah), poznata i kao Az Zubarah, je arheološki lokalitet na zapadnom dijelu Katarskog poluotoka, u općini Aš Šamal, oko 105 km sjeverozapadno od glavnog grada Katara, Dohe. Sastoji se od ostataka utvrđenog obalnog naselja koje je u 18. i 19. stoljeću cvalo zahvaljujući lovu na bisere. Zbog toga je ovo naselje upisano na UNESCO-ov popis mjesta svjetske baštine u Aziji i Oceaniji 2013. godine kao „izvanredno svjedočanstvo urbanog trgovišta i tradicionalnog lova na bisere koje su održavale velike obalne gradove i dovele do razvoja malenih neovisnih zaljevskih država izvan kontrole Osmanskog, Perzijskog ili drugih europskih carstava”

## Povijest
Smatra se da su grad osnovali pripadnici kuvajtskog plemena Bani Utba oko 1760. god. izgradivši njezinu veliku luku, koja je bila preduvjet stvaranju središta trgovinom biserima. Ovo razdoblje se svršilo kada su se snage vjerne sultanu Muskata sukobile s Kataranima u Zubari i zapalili grad.
Nakon toga su Katarani 1820-ih podigli veliki obrambeni zid s 22 polukružna tornja, kojim su zatvorili grad i luku u polukrugu promjera 2,5 km. Ovaj grad je bio tek 20% veličine bivšeg grada. Grad je tada bio jasno organiziran s pravilnom mrežom ulica i četvrtima u kojima se procjenjuje da je živilo od 6 do 9 tisuća stanovnika.
Zubara je cvala zahvaljujući obližnjim ležištima kamenica koje su svakog ljeta izranjali kako bi vadili prirodne bisere. Tada bi se beduini iz cijelog Katara, ali i iz drugih mjesta u Perzijskom zaljevu, sjatili u Zubaru kako bi trgovali, ali i branili lovce na bisere dok su oni na moru.
Britanci su u drugoj polovici 19. stoljeća počeli jačati svoj utjecaj u Perzijskom zaljevu, što je kulminiralo vojnim napadom Britanske mornarice na brodice iz Zubare koncem stoljeća, a što je naposljetku dovelo do slabljenja grada.
U pokušaju da ponovno oživi grad, katarski 5. emir Abdulah bin Jasim Al Tani je 1938. god. dao izgraditi utvrdu koja je nazvana po gradu.
Nakon osamostaljenja Katara 1971. god., Britansko Carstvo je nastavilo osporavati katarski suverenitet nad Zubarom, što je riješeno na Međunarodnom sudu u Haagu tek 2001. god.

## Odlike
Zubaru su osnovali trgovci iz Kuvajta i prije nego što je uništena 1811., a napuštena u ranim 1900-ih, imala je trgovinske veze preko Indijskog oceana, Arabije i zapadne Azije. Sloj pijeska iz pustinje je zaštitio ostatke palače, džamije, ulica, dvorišta kuća, i ribarskih koliba, njezinu luku, utvrdu i dvokatne obrambene zidine, kanale, zidove i groblja. Zubara je danas najznačajniji arheološki lokalitet Katara koji pokriva oko 400 ha (60 ha unutar vanjskog obrambenog zida), od čega je iskopan samo njen mali dio.
Nastambe u Zubari su uglavnom kamene kuće s fasadom od gipsa, s unutarnjim dvorištem (atrij) koje se mogu pronaći po cijelom Bliskom Istoku. U dvorišta se ulazilo kroz vanjski portal koji je bio nadsvođen dugim hodnikom kako bi se spriječilo da netko s ulice vidi dvorište. Obično su u dvorištu imale trijem na južnoj strani, koji je štitio od ljetnjeg sunca. Vanjski ulaz i prozori su bili ukrašeni gipsanim štuko ukrasima raznih geometrijskih oblika.
Najdojmljivija građevina u gradu je bila palača gradskih šeika promjera 110 x 100 m, koja ima iste odlike kao i manje stambene kuće u gradu, samo je svaki dio mnogo veći. Čine je devet povezanih dijelova od kojih svaki ima svoje dvorište uokvireno nizom soba. Štuko ukrasi su se nalazili i u unutrašnjosti, a ostaci stubišta daju nagovijestiti kako je imala i katove. Palača je bila uokvirena velikim zidom s kružnim tornjevima na sva četiri kuta, u kojima su mogli stajati topovi.
Složeni kompleks malih skladišta je identificiran kao dio gradskog bazara, što je potvrdio i pronalazak brojnih predmeta koji su povezani s trgovinom.
Nedugo nakon utvrđivanja Zubare, na oko 1,65 km istočno od grada vladarska obitelj Halifa (vladari Bahreina) podigli su utvrdu Kalat Murair (قلعة مرير‎) u kojoj se nalazio izvor svježe vode u plitkom bunaru. Kasnije su izgrađene i zastorske zidine koje su štitile kanal i stazu od Zubare do Muraira. Unutar zidina utvrde Murair bila je i džamija i nekoliko nastambi, dok su se oko nje nalazile privremene nastambe, poljoprivredna polja i torovi za stoku.

## Vanjske poveznice
- Službene stranice arheološkog nalazišta Zubara  Arhivirana inačica izvorne stranice od 11. svibnja 2012. (Wayback Machine) (engl.)
- Fotografije Zubare
- Iskapanja u Zubari